# 藻岩山観光自動車道
藻岩山観光自動車道（もいわやまかんこうじどうしゃどう）は、北海道札幌市南区の藻岩山にある一般自動車道事業による有料道路。札幌振興公社が管理・運営を行っている。

## 概要
札幌市南区北ノ沢から藻岩山中腹駐車場に至る。藻岩山南部を縦走する道路で、原生林のなかを走る観光道路である。延長は約3.5 km。有効幅員は6.5 mの2車線で最急縦断勾配は、約8 %である。
かつては藻岩山山頂までの道路であったが、2011年（平成23年）の藻岩山山頂施設のリニューアルに伴い、中腹駐車場までに短縮された。

## 歴史
1958年（昭和33年）7月開催の北海道博覧会を契機に建設された。当初は札幌市建設局が管理しており、全国でも例の少ない地方公共団体が管理する一般自動車道であった。1970年（昭和45年）ごろの藻岩山への観光客130万人のうちおよそ、70万人が観光自動車道、残る60万人がロープウェイを利用するものとされた。

## 料金所等
- 藻岩山観光自動車道出入口・料金所
- 中腹駐車場
  - 山頂までは、自然遊歩道（約600 m）か、もーりすカー（ケーブルカー）を利用）

## 通行料金
- 一般乗用車 1200円
- 二輪車（125 cc超） 600円
- マイクロバス 2400円
- 大型バス・トラック 3600円

車両通行規制として、総排気量125cc以下の二輪車（原動機付自転車を含む）や軽車両は通行できず、通行料金区別に軽車両等はない。

## 営業時間
- 4月初旬 - 11月下旬：10時30分 - 22時（入場は21時20分まで）
- 12月1日 - 4月初旬は冬季閉鎖される（一部は札幌藻岩山スキー場のコースとなる）